# Chen Yang (friidrottare)
Chen Yang, född 10 juli 1991, är en friidrottare från Kina. Hon deltog vid olympiska sommarspelen 2016 och olympiska sommarspelen 2020.